# Хилтон, Эрика
Эрика Сантус Сильва, известная как Эрика Хилтон (род. 9 декабря 1992, Франку-да-Роша, Сан-Паулу) — бразильская активистка за права чернокожих и ЛГБТ, политик. Хилтон изучала преподавание и геронтологию, прежде чем заняться политикой.
Член Партии социализма и свободы (PSOL), на выборах 2020 года получила известность на национальном и международном уровнях, став первым открыто трансгендерным советником, избранным в муниципальную палату Сан-Паулу, получив наибольшее количество голосов среди всех советников в стране.
В ноябре 2021 года она была удостоена награды «Generation Change Award» на церемонии вручения музыкальных наград MTV Europe Music Awards 2021 в Будапеште.
В 2022 году она и Дуда Салаберт стали первыми двумя открыто трансгендерными людьми, избранными в Национальный конгресс Бразилии, причём обе были избраны в его Палату депутатов. В декабре 2022 года Хилтон была отмечена как одна из 100 женщин BBC.